# Ena Tragoudi Akoma
ЕEna Tragoudi Akoma är ett av den grekiska artisten Christos Dantis album. Albumet släpptes år 2003.

## Låtlista
1. Horis Esena
2. Ohi
3. Zoi Se Kalosorizo
4. Ase Me
5. Diskola Ta Pragmata
6. Avrio
7. Ti Tha Ekana
8. Na'se Panta Kala
9. Afti Ti Fora De Glitono
10. Ti Tha Gini Me Mas
11. Ena Tragoudi Akoma